# Glaucocharis taeniata
Glaucocharis taeniata là một loài bướm đêm trong họ Crambidae.